# Fujian
Ne pas confondre avec la province du Fujian de république de Chine
Pour les articles homonymes, voir Fujian (homonymie) et Province du Fujian.
 (janvier 2021).
Si vous disposez d'ouvrages ou d'articles de référence ou si vous connaissez des sites web de qualité traitant du thème abordé ici, merci de compléter l'article en donnant les références utiles à sa vérifiabilité et en les liant à la section « Notes et références ».
Le Fujian ou Fukien (chinois : 福建 ; pinyin : fújiàn ; Wade : Fu-chien ; EFEO : Fou-kien ; POJ : Hok-kian) est une province côtière située dans le Sud-Est de la république populaire de Chine, dont le chef-lieu est Fuzhou.
Les îles côtières (les îles Matsu, Wuqiu, Kinmen et Lieyu) formant l'actuelle province taïwanaise du Fujian en font aussi historiquement partie, mais sont restées sous le contrôle du parti nationaliste de la république de Chine dont le gouvernement s'installa sur l'île de Taïwan situé en face du Fujian de l'autre côté du détroit de Taïwan, à la fin de la guerre civile chinoise et de la déclaration de la république populaire de Chine.
Beaucoup de Taïwanais sont originaires de cette région et parlent toujours un dialecte du Fujian né au Xe siècle et issu du minnanhua (闽南话／閩南話 langue du sud du fleuve Min), resté très proche du chinois médiéval.
En français, ses habitants sont appelés les Fukiénois.

## Histoire

### Préhistoire et antiquité
D'après de récentes découvertes archéologiques au site de Keqiutou (7450 — 5590), situé sur l'île de Pingtan, à 70 km au sud-est de Fuzhou, le Fujian serait entré à l'âge néolithique au milieu du VIe millénaire av. J.-C.. De nombreux outils faits de pierres, carapaces, os, jades, et céramiques, dont des céramiques réalisées au tour de potier, et des bobinettes pour le filage (évidence de l'utilisation du tissage) ont été déterrées.
Le site de Tanshishan (昙石山) (5500 – 4000) dans la banlieue de Fuzhou s'étend du néolithique au chalcolithique durant lesquels des bâtiments circulaires semi-enterrés ont été construits et trouvé dans des niveaux plus bas. Le site de Huangtulun (黄土崙) (environ -1325), datant d'environ 3 300 ans également dans la banlieue de Fuzhou, a le caractère des sites de l'âge du bronze.
Les recherches montrent également que les premiers habitants de la province, probablement des Austronésiens venus par voie maritime d'Asie du Sud-Est, étaient principalement pêcheurs et avaient une connaissance limitée de l'agriculture. Ces populations, caractérisées par des grands yeux, un nez plat et des corps tatoués, se sont principalement établies le long du fleuve Min. L'exploration et la colonisation des autres régions, denses en forêts, étaient très limitées. Ce n'est qu'au cours des dynasties Qin et Han que les Chinois ont commencé à explorer la région, établissant les premières administrations et déplaçant les populations autochtones vers le nord, au-delà de l'actuel Shanghai, sous la dynastie Han.

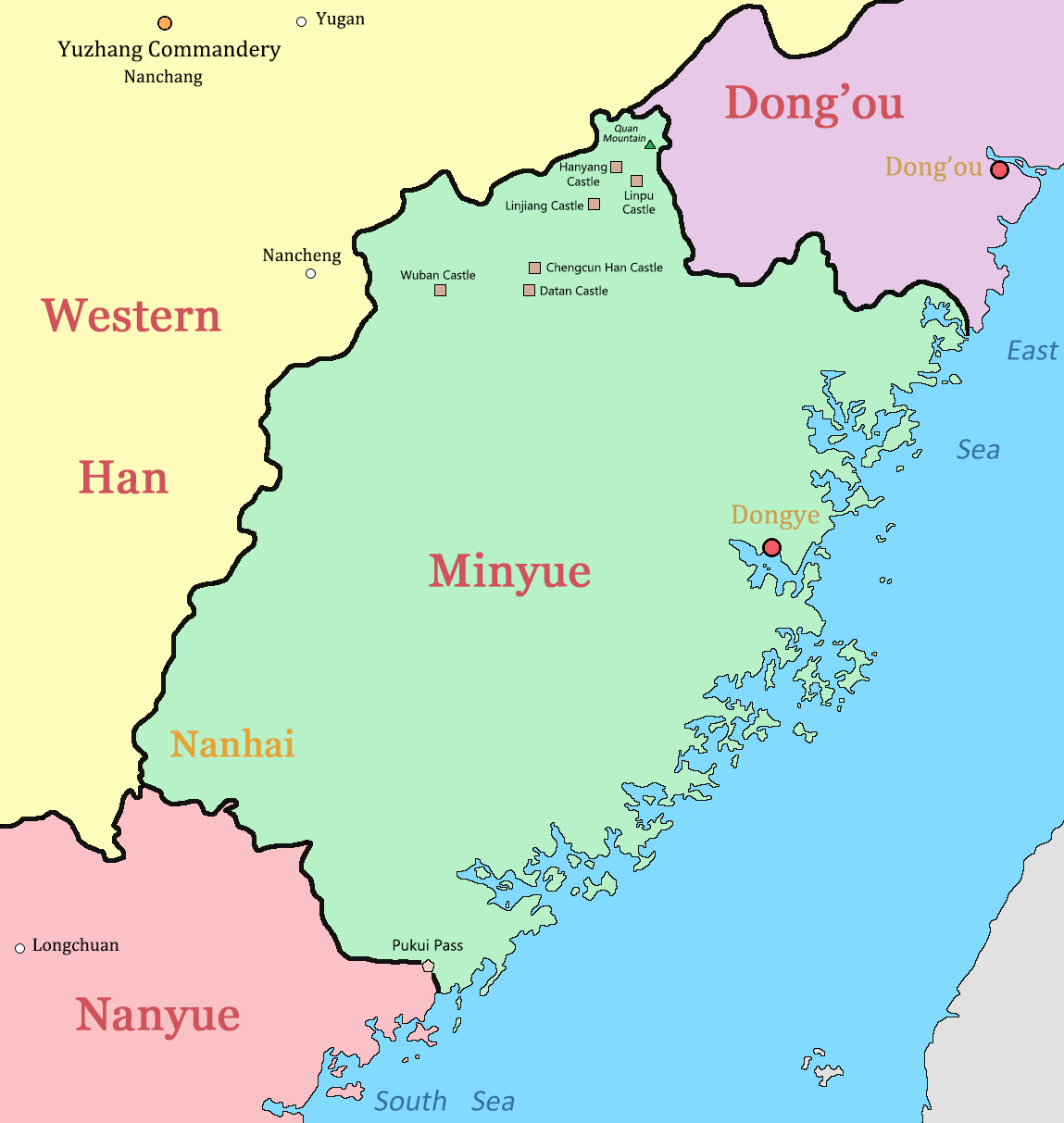
Carte du royaume de Minyue

La région ne put être intégrée immédiatement au territoire chinois, car durant la période des Royaumes combattants, un royaume rival avait émergé dans l'actuel Fujian. Fondé par le peuple Yue au IIIe siècle av. J.-C., ce royaume, connu sous le nom de Minyue, s'était constitué après la conquête de leur territoire par le royaume de Chu. Sous la dynastie Qin, le Minyue fut formellement annexé au territoire Qin. Cependant, à l'effondrement de la dynastie Qin et pendant la guerre civile qui suivit, le roi Wuzhu de Minyue soutint Liu Bang, un seigneur de guerre qui luttait contre Xiang Yu. Grâce à l'aide de Wuzhu, Liu Bang fonda plus tard la dynastie Han. En 202 av. J.-C., le Minyue retrouva un statut de royaume semi-indépendant, sous la suzeraineté des Han. Ce royaume fut autorisé à construire des forteresses, notamment à Fuzhou et dans les monts Wuyi, et à étendre son territoire au-delà de l'actuel Fujian, englobant également l'est du Guangdong, le sud du Zhejiang et l'est du Jiangxi. Le Minyue, culturellement sinisé, alliait des éléments austronésiens à la culture han.
Après la mort du roi Wuzhu, le Minyue poursuivit une politique militaire active et mena plusieurs campagnes contre ses voisins. En 111 av. J.-C., l'empereur Han, préoccupé par cette menace, lança une campagne militaire contre le Minyue à la fois par terre et par mer, entraînant la destruction du royaume. Pour éviter des ravages importants, les dirigeants de Fuzhou se rendirent rapidement, mettant fin abruptement au royaume de Minyue. Néanmoins, plusieurs temples dans le nord du Fujian continuent de célébrer les premiers souverains de la région.
Au IIe siècle av. J.-C., la dynastie Han s'effondra et le territoire du Fujian fut intégré au royaume de Wu pendant la période des Trois Royaumes. Sun Quan, le fondateur du Wu, mit près de vingt ans à soumettre les Shan Yue, les Yues des montagnes.
Au début du IVe siècle, après l'effondrement de la dynastie Jin de l'Ouest, le nord de la Chine fut envahi par des nomades et une guerre civile éclata. Cette période marqua le début d'une immigration vers le Fujian, principalement de la part de clans du centre de la Chine tels que Lin (林), Huang (黃 / 黄), Chen (陳 / 陈), Zheng (鄭 / 郑), Zhan (詹), Qiu (邱), He (何) et Hu (胡). Les quatre premiers restent aujourd'hui parmi les noms de famille les plus courants dans le Fujian.
En raison de sa topographie montagneuse, le Fujian demeura relativement peu peuplé et son développement économique resta en retard par rapport au reste de la Chine. Seules deux commanderies et seize districts furent établis dans la région. Comme d'autres provinces du sud, le Fujian servit également de destination pour les prisonniers et les dissidents. Toutefois, le processus d'intégration du Fujian dans l'empire chinois et l'assimilation des populations non chinoises commença lentement.
Durant la période des dynasties du Nord et du Sud, le Fujian fut sous l'influence des dynasties du Sud, dont les dirigeants déployèrent des efforts considérables pour peupler la région avec des Hans.

### Âge d'or
Sous la dynastie Tang, le Fujian faisait pleinement partie de l'empire chinois. C'est à cette époque que la province commença à jouer un rôle central dans la navigation maritime et le commerce, contrastant avec le reste de la Chine, traditionnellement orientée vers l'intérieur des terres. Pendant les dynasties Tang et Song, l'économie chinoise se déplaça vers le sud, notamment après la rébellion d'An Lushan au VIIIe siècle, qui provoqua une migration massive vers le sud. Pendant la période des Cinq Dynasties et des Dix Royaumes, le général Wang établit le royaume de Min avec Fuzhou comme capitale. Après la mort de Wang, ce royaume, affaibli par des conflits internes, fut absorbé par les Tang du Sud. Durant le Royaume de Min (909-945), la ville de Quanzhou était un port florissant et de plus grande taille que Fuzhou. La ville fut partiellement détruite lors de la rébellion Ispah (chinois : 亦思巴奚兵乱 ; pinyin : yìsībāxī bīngluàn).

Au cours des 150 années suivantes, la population du Fujian explosa, multipliée par six. Cette croissance démographique engendra une pression accrue sur les ressources alimentaires mais permit également une mise en valeur plus efficace des terres, y compris la création de rizières en terrasses et le creusement de canaux d'irrigation. Le Fujian devint alors un leader technologique en Chine jusqu'au Xe siècle. Fuzhou émergea comme un port commercial majeur, en particulier pour l'exportation de thé.

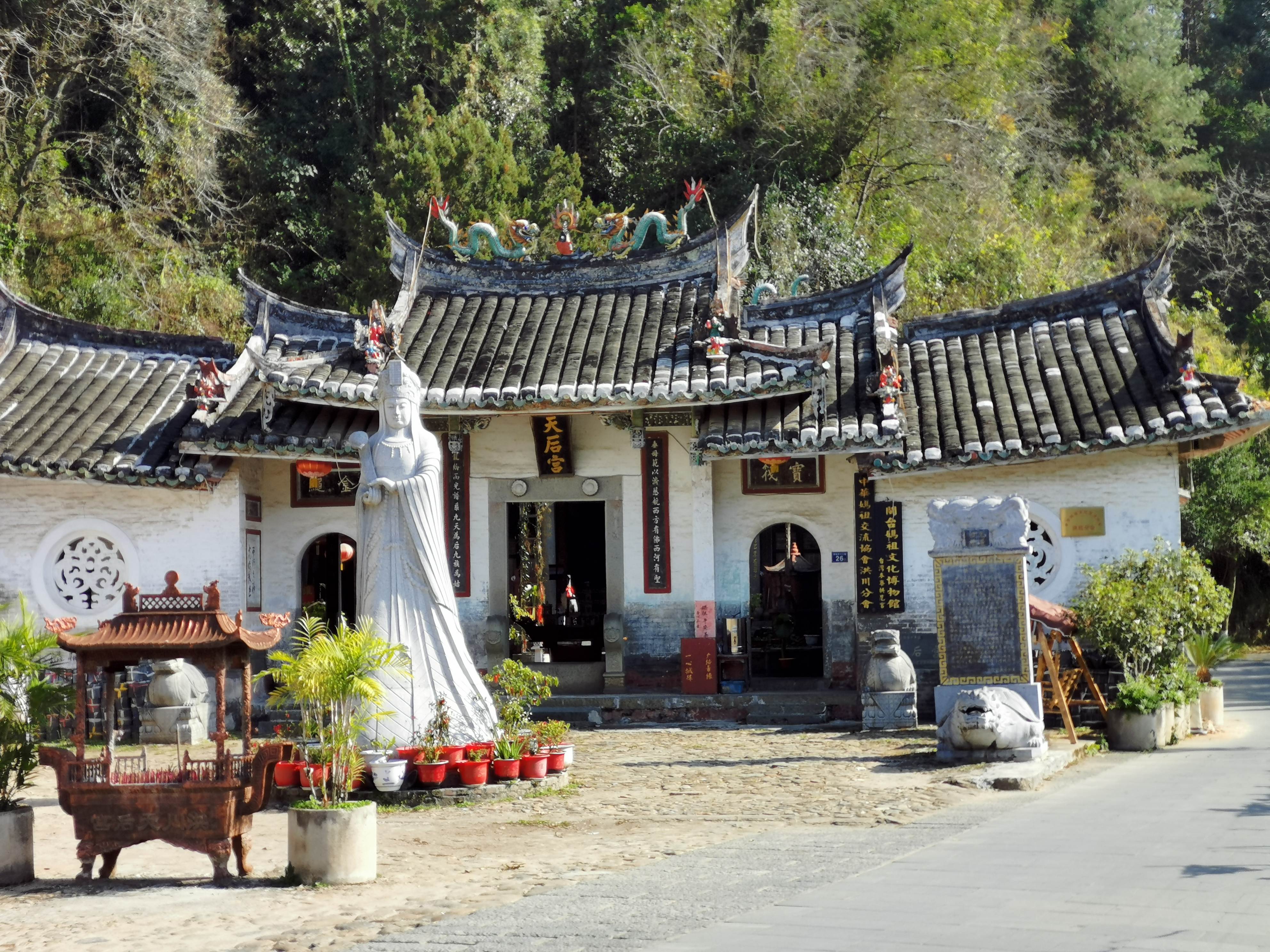
Palais Tianhou du Fujian

À partir du IXe siècle, les marchands arabes établirent des comptoirs commerciaux en Chine, notamment à Quanzhou, qui surpassa Fuzhou et Guangzhou en termes de trafic maritime et devint probablement le plus grand port du monde oriental de l'époque. Pendant la première dynastie Ming, Quanzhou fut le point de départ des expéditions de l'amiral Zheng He, avec sa première expédition débutant en 1405. En parallèle du commerce, l'artisanat, les arts et les sciences prospérèrent, faisant du Fujian l'une des régions les plus riches de Chine. De nombreux hauts fonctionnaires de l'empire, sous les dynasties Song et Yuan, étaient originaires du Fujian, et la période du XIe au XIVe siècle est considérée comme son âge d'or.
Le déclin du Fujian commença avec une rébellion non-chinoise qui détruisit Quanzhou. Parallèlement, les pirates japonais, connus sous le nom de Wokou, menacèrent les côtes chinoises, poussant le gouvernement à restreindre puis à interdire le commerce maritime. L'envasement du port naturel de Quanzhou contribua également à l'effritement du commerce. La chute de la dynastie Yuan plongea la région dans le chaos. Bien que l'interdiction du commerce maritime (Hai jin) ait été levée en 1567, après la répression réussie de la piraterie par l'armée chinoise et les daimyōs japonais, la région ne retrouva pas son dynamisme commercial. Guangzhou, Hangzhou, Ningbo et Shanghai devinrent alors des centres commerciaux plus importants.
La prospérité passée du Fujian avait entraîné une explosion démographique, et le déclin provoqua une émigration massive. Les Fujianais s'installèrent à Taïwan, aux Philippines, ainsi que dans certaines parties de l'actuelle Malaisie et Indonésie. L'effondrement de la dynastie Ming entraîna également un afflux de migrants, mais celui-ci fut équilibré par une émigration simultanée vers l'étranger et le Guangdong. En 1650, les derniers partisans des Ming, sous le commandement de Koxinga, chassèrent les Néerlandais de Taïwan. Pour affaiblir le gouvernement Ming, l'empereur Qing Kangxi imposa un nouvel interdit sur le commerce maritime, qui dura 20 ans. En 1689, ce bastion Ming fut renversé, et les Qing annexèrent Taïwan au Fujian. À cette époque, l'émigration du Fujian vers Taïwan atteignit son apogée, et une grande partie de la population actuelle de Taïwan descend des migrants de cette période.

### Ere moderne
Au début du XVIIe siècle, le Fujian devint de plus en plus vulnérable à l'influence étrangère. Cette vulnérabilité conduisit les Qing à imposer de nouvelles restrictions sévères sur le commerce maritime. La défaite de la Chine lors de la première guerre de l'opium et le traité de Nankin en 1842 obligèrent l'Empire chinois à ouvrir de nouveaux ports au commerce international, parmi lesquels figuraient Amoy (aujourd'hui Xiamen) et Fuzhou. Ces ports attirèrent des missionnaires étrangers et des établissements commerciaux inspirés des modèles internationaux, ce qui améliora temporairement leur statut sur la scène mondiale. À Fuzhou, l'introduction d'écoles et de journaux à l'occidentale favorisa la naissance d'un milieu propice aux idées révolutionnaires. Xiamen, quant à elle, gagna rapidement en importance.
En raison de la forte pression démographique dans le Fujian et du manque de main-d'œuvre dans certaines colonies britanniques, le commerçant britannique James Tait identifia une opportunité commerciale. Cela donna naissance au commerce des coolies en 1847 ; entre 1876 et 1898, environ 1,36 million de personnes furent expédiées depuis Xiamen vers l'Asie du Sud-Est. Cette période marqua également le début d'un commerce florissant de passagers entre Xiamen et des destinations éloignées.
En 1885, Taïwan fut promue au rang de province à part entière. À la suite de la Première Guerre sino-japonaise (1894–1895) et au traité de Shimonoseki, le Fujian subit une influence accrue du Japon, tandis que de nombreuses entreprises étrangères, notamment britanniques, commencèrent à investir dans les premières industries de la province.
Les Chinois d'outre-mer, exposés aux idées républicaines à l'étranger, revinrent en Chine pour soutenir le renversement de la dynastie Qing, déjà affaiblie par une série de défaites militaires.

### République de Chine
Après la chute de la dynastie Qing en 1911, le Fujian fut rapidement dominé par divers seigneurs de guerre. Yuan Shikai prit brièvement le contrôle de la province, suivi de gouverneurs militaires tels que Li Houji, Sun Chuanfang et Zhou Yinren. Entre 1918 et 1920, Chen Jiongming dirigea le sud de la province et initia des réformes ambitieuses à Zhangzhou. Cependant, son soutien à Sun Yat-sen en 1920 le mena à quitter le Fujian pour le Guangdong, entraînant la chute de son administration à Zhangzhou.
En 1926, le Fujian fut intégré dans la campagne du Nord dirigée par le Kuomintang de Chiang Kai-shek, marquant le début d'une période de relative stabilité. Cette stabilité fut brusquement interrompue par une révolte durant l'hiver 1933-1934, menée par Li Jishen, Chen Mingshu et Cai Tingjie. Le conflit culmina avec la déclaration d'indépendance du Fujian vis-à-vis du gouvernement central à Nankin, mais ce mouvement séparatiste fut écrasé avec une grande brutalité en moins de deux mois.
Pendant la guerre civile chinoise, le Soviet du Jiangxi, une région communiste, s’étendit vers l'ouest du Jiangxi, tandis que le Fujian servit de base pour le Kuomintang dans sa lutte contre les communistes. Lors de la Seconde Guerre sino-japonaise, la côte du Fujian fut occupée par les forces japonaises, forçant le gouvernement provincial à se replier sur Yong'an. La province continua à être un terrain de conflits pendant la guerre civile entre le Kuomintang et les communistes.

### Fondation de la République populaire de Chine
À la fin de la guerre civile chinoise, les communistes émergèrent triomphants sur le continent, établissant la République populaire de Chine, tandis que le Kuomintang se réfugia à Taïwan. Le Fujian se retrouva sur la ligne de front entre ces deux puissances, ce qui freina considérablement sa reprise économique. La province avait jusqu’alors été relativement isolée du reste de la Chine; dans les années 1960, des villages reculés dans les montagnes découvraient encore que la dynastie Qing avait été renversée. Hormis la construction d'une ligne ferroviaire en 1956, peu d'investissements majeurs furent réalisés dans la province. De plus, le Fujian subit les ravages du Grand Bond en avant et de la Révolution culturelle, périodes durant lesquelles l'agriculture et l'environnement furent sévèrement endommagés. Durant la Grande famine, entre 1959 et 1961, la province a perdu 870 000 habitants.
Malgré ces difficultés, la tradition académique, établie depuis la dynastie des Song du Sud, continua à prospérer dans la Chine communiste. De nombreux membres de l'Académie chinoise des sciences sont issus du Fujian, témoignant de l'importance continue de l'éducation dans la province.
Depuis l’ouverture de la Chine au monde extérieur, l’afflux de capitaux, notamment en provenance de Taïwan et des communautés chinoises d’outre-mer, a propulsé les villes côtières du Fujian parmi les plus prospères du pays. Cette prospérité a entraîné une pression migratoire importante depuis les régions surpeuplées du centre et du nord de la Chine. Dans de nombreuses villes côtières, cette dynamique a conduit à la démolition de quartiers traditionnels et de patrimoines culturels au profit de gratte-ciels construits rapidement et à bas coût.

## Géographie

### Géographie physique
Le Fujian est situé sur la côte sud-est de la Chine, s'étendant sur une superficie de 121 400 kilomètres carrés. Bien que légèrement plus vaste que l'ancienne RDA, sa population est deux fois plus nombreuse. La province est entourée par le Zhejiang au nord, le Jiangxi à l'ouest, et le Guangdong au sud-ouest. À l'est et au sud, elle est bordée par la mer de Chine orientale, la mer de Chine méridionale, et le détroit de Taïwan. Le Fujian partage un lien culturel étroit avec l'île de Taïwan, située de l'autre côté du détroit. Plusieurs petites îles dans le détroit appartiennent au Fujian, tandis que les îles Matsu et Quemoy sont sous la juridiction de la république de Chine.

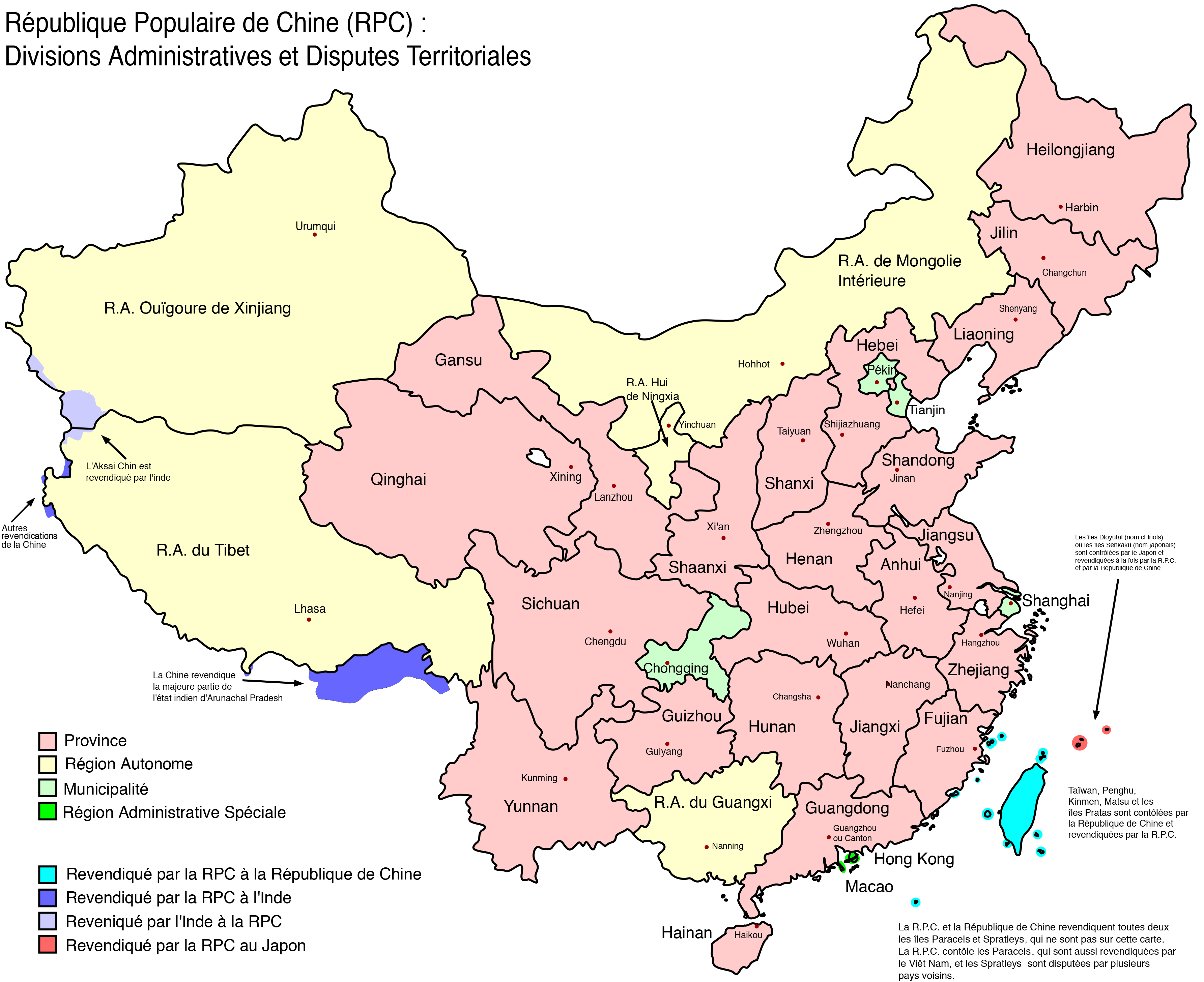
Divisions administratives et disputes territoriales de la république populaire de Chine.

Géographiquement, le Fujian est isolé du reste de la Chine continentale par plusieurs chaînes de montagnes boisées, parallèles à la côte. Ces montagnes, qui augmentent en altitude vers l'intérieur des terres, culminent avec les monts Wuyi à la frontière avec le Jiangxi, atteignant 2 100 mètres d'altitude, la plus haute de la province. Environ 90 % du territoire est montagneux. La côte est très découpée et riche en îles, avec peu de plaines entre les montagnes et la mer. Les habitants du Fujian décrivent le relief avec le proverbe « 八山一水一分田 » (bā shān yī shuǐ yī fēn tián), signifiant « huit parts de montagne, une part d'eau et une part de terre cultivée ».

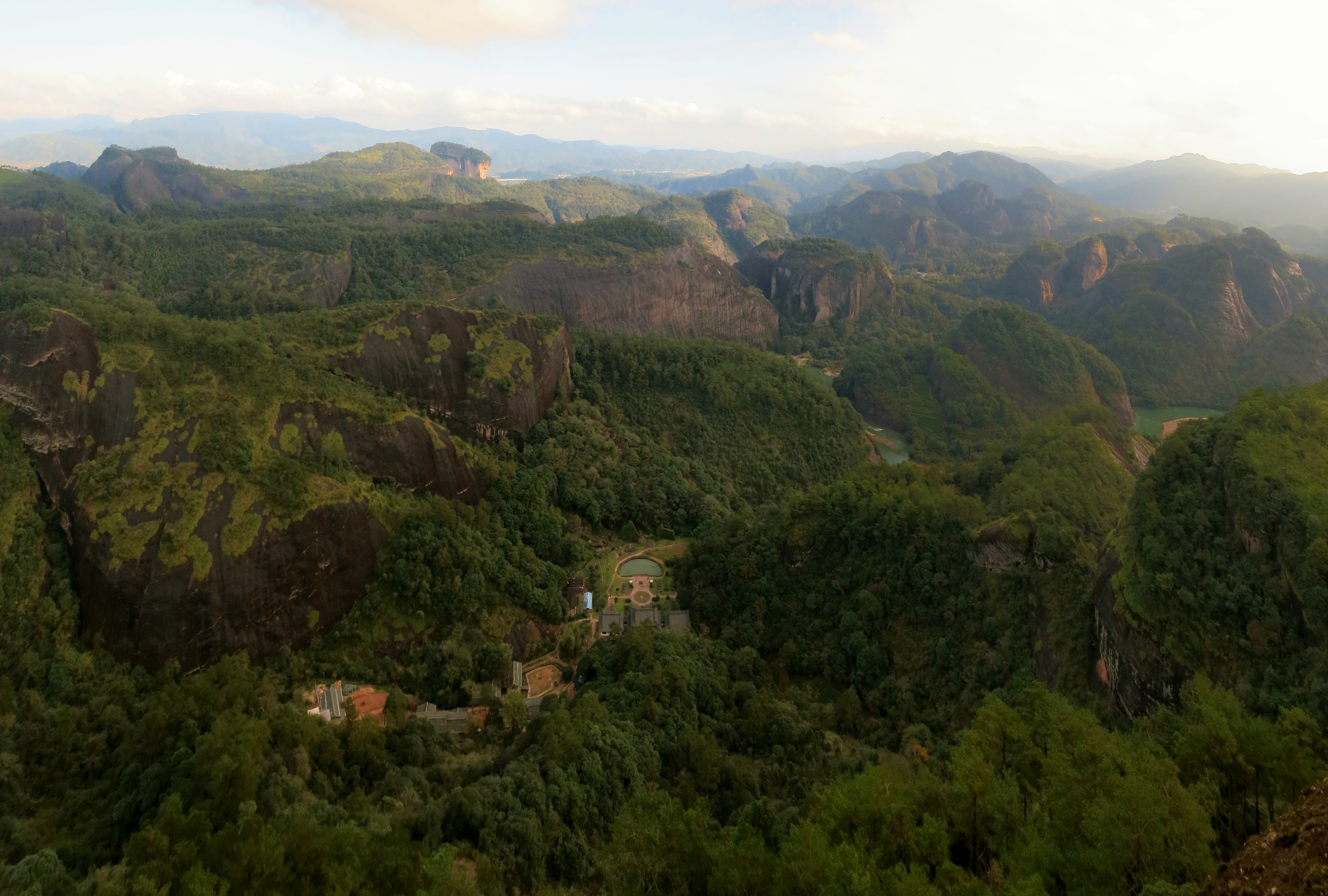
Monts Wuyi

La principale zone urbaine du Fujian, où la densité de population peut dépasser 1 000 habitants par kilomètre carré, se situe entre les deltas des fleuves Min et Jiulong. Les plus grandes villes de la province incluent Fuzhou, Putian, Quanzhou, Xiamen, Zhangzhou le long de la côte, ainsi que Nanping, Sanming et Longyan dans les régions intérieures parallèles à la côte.
Le Fujian est une région montagneuse dont une grande partie était autrefois difficile d'accès, excepté les villes côtières. L'activité économique est d'ailleurs majoritairement localisée sur les côtes. Le commerce touristique, et la construction des infrastructures de transports (route et train à grande vitesse) ont permis un développement des activités économiques des zones plus continentales de la province.

### Hydrographie
La topographie du Fujian influence fortement son réseau hydrographique, avec presque tous les fleuves prenant leur source dans la province et se déversant directement dans la mer le long de la côte. Les monts Wuyi forment la ligne de partage des eaux entre le Fujian et le Jiangxi, tandis que la chaîne du Donggong délimite la frontière hydrologique entre le Fujian et le Zhejiang. Le fleuve Min, le plus long de la province, a donné au Fujian son nom abrégé. Parmi les autres rivières importantes figurent le Jiulong, le Ting (en), le Jin (en), le Jiao Xi, l'Ao (en), le Huotong Xi, le Mulan (en), le Zhaoandong Xi, le Zhang, le Qiulu et le Long (en). Chacune de ces rivières possède un bassin versant supérieur à 500 km². De nombreux petits cours d'eau prennent leur source dans les montagnes centrales du Fujian et se dirigent directement vers la mer.
Les quatre plus grands fleuves drainent environ trois quarts du territoire du Fujian. En raison du climat pluvieux de la région, les rivières du Fujian déversent chaque année 116,8 milliards de mètres cubes d'eau dans la mer, près de la moitié de ce volume étant attribuée au fleuve Min.
La majorité de l'eau est captée par les fleuves dans leurs cours supérieur et moyen. En provenance des montagnes très pluvieuses, ces rivières recueillent une grande quantité d'eau, ce qui peut provoquer des inondations dans les zones inférieures. Le débit moyen annuel des rivières dans la province est de 962 mm, variant entre 500 et 1 400 millimètres selon les précipitations. À l’échelle nationale, seuls Taïwan et le Guangdong ont des débits annuels plus élevés.
La côte du Fujian mesure environ 530 kilomètres en ligne droite, mais en raison de ses nombreuses baies et péninsules, la longueur totale côtière atteint environ 3 080 kilomètres.

### Climat
La province du Fujian est marquée par un climat de mousson subtropical, chaud et humide. La température moyenne annuelle varie entre 17 et 21 °C. En juillet, les températures côtières atteignent environ 30 °C, tandis qu'en janvier, elles descendent à environ 10 °C ; dans les zones montagneuses, ces températures sont encore plus basses. Les précipitations moyennes annuelles oscillent entre 1 100 et 2 000 mm, avec une moyenne provinciale de 1 670 mm. Environ 80 à 85 % des pluies tombent entre mai et septembre. Les régions montagneuses de l’ouest reçoivent davantage de précipitations que les zones côtières, faisant du Fujian l'une des régions les plus pluvieuses de la Chine continentale. Les typhons, qui surviennent chaque été et automne, entraînent souvent des évacuations massives ; par exemple, en septembre 2005, environ 760 000 personnes ont été évacuées avant l’arrivée du typhon Talim.
La province jouit d'un climat subtropical, avec des étés très chauds et humides et des hivers doux (excepté dans les régions montagneuses où l'hiver peut être très froid). La mousson s'installe de juin à août et apporte typhons et pluies torrentielles.

## Subdivisions administratives
La province de Fujian est subdivisée en 9 villes-préfectures dont une  Ville sous-provinciale (Xiamen).
| Subdivisions administratives du Fujian | Subdivisions administratives du Fujian | Subdivisions administratives du Fujian | Subdivisions administratives du Fujian | Subdivisions administratives du Fujian | Subdivisions administratives du Fujian | Subdivisions administratives du Fujian | Subdivisions administratives du Fujian | Subdivisions administratives du Fujian | Subdivisions administratives du Fujian |
| -------------------------------------- | -------------------------------------- | -------------------------------------- | -------------------------------------- | -------------------------------------- | -------------------------------------- | -------------------------------------- | -------------------------------------- | -------------------------------------- | -------------------------------------- |
| District Xian                          |                                        |                                        |                                        |                                        |                                        |                                        |                                        |                                        |                                        |
| #                                      | Nom                                    | chinois Hanyu Pinyin                   | Superficie                             | Population(2010)                       | Densité                                | Siège                                  | Subdivisions                           | Subdivisions                           | Subdivisions                           |
| #                                      | Nom                                    | chinois Hanyu Pinyin                   | Superficie                             | Population(2010)                       | Densité                                | Siège                                  | Districts                              | Xians                                  | villes-district                        |
| 2                                      | Xiamen                                 | 厦门市 Xiàmén Shì                      | 1 699,39 km²                           | 3 531 347                              |                                        | Siming                                 | 6                                      |                                        |                                        |
| 1                                      | Fuzhou                                 | 福州市 Fúzhōu Shì                      | 12 155,46 km²                          | 7 115 370                              |                                        | Gulou                                  | 6                                      | 6                                      | 1                                      |
| 3                                      | Longyan                                | 龙岩市 Lóngyán Shì                     | 19 028,26 km²                          | 2 559 545                              |                                        | Xinluo                                 | 2                                      | 4                                      | 1                                      |
| 4                                      | Nanping                                | 南平市 Nánpíng Shì                     | 26 280,54 km²                          | 2 645 549                              |                                        | Jianyang                               | 2                                      | 5                                      | 3                                      |
| 5                                      | Ningde                                 | 宁德市 Níngdé Shì                      | 13 452,38 km²                          | 2 821 996                              |                                        | Jiaocheng                              | 1                                      | 6                                      | 2                                      |
| 6                                      | Putian                                 | 莆田市 Pútián Shì                      | 4 119,02 km²                           | 2 778 508                              |                                        | Chengxiang                             | 4                                      | 1                                      |                                        |
| 7                                      | Quanzhou                               | 泉州市 Quánzhōu Shì                    | 11 245 km²                             | 8 128 530                              |                                        | Fengze                                 | 4                                      | 5                                      | 3                                      |
| 8                                      | Sanming                                | 三明市 Sānmíng Shì                     | 22 928,79 km²                          | 2 503 388                              |                                        | Meilie                                 | 2                                      | 9                                      | 1                                      |
| 9                                      | Zhangzhou                              | 漳州市 Zhāngzhōu Shì                   | 12 873,33 km²                          | 4 809 983                              |                                        | Longwen                                | 2                                      | 8                                      | 1                                      |

## Économie
Le développement économique du Fujian est marqué par une disparité notable entre les régions côtières et l'arrière-pays montagneux. Les villes côtières, telles que Fuzhou, la capitale provinciale, et la zone économique spéciale (ZES) de Xiamen, bénéficient d'une prospérité relative et attirent des investissements étrangers substantiels. À l'inverse, les régions intérieures, principalement montagneuses, restent sous-développées.
En 2015, la province a enregistré un PIB de 2,60 billions de yuans (environ 417 milliards de dollars américains), la plaçant au onzième rang parmi les provinces chinoises. Le PIB par habitant atteignait 73 951 yuans (11 134 dollars américains ; PPA : 21 293 dollars américains) par an, ce qui classait le Fujian au septième rang national. Ce niveau de richesse rend la province comparable à des pays comme l'Uruguay, avec un PIB par habitant représentant 137 % de la moyenne nationale chinoise.

### Données de développement[4],[5]
- Produit intérieur brut (2015) : 2 597 milliards de yuans
- PIB par habitant (2015) : 73 951 de yuans
- Exportations (2002) : 23,5 milliards de dollars américains
- Importations (2002) : 15,1 milliards de dollars américains
- Investissements directs étrangers (2002) : 4,8 milliards de dollars américains
- Agriculture : 14,1 % (1985 : 34,0 %)
- Industrie : 46,1 % (1985 : 36,2 %)
- Services : 39,7 % (1985 : 29,8 %)
- Inflation : 0,8 %

### Histoire économique
L'histoire économique du Fujian est marquée par des cycles significatifs, en particulier ceux de Quanzhou et de Zhangzhou. Ces cycles ont été déclenchés par l'essor du commerce maritime. Par exemple, au XVIe siècle, la route commerciale entre le Fujian et les Philippines était l'une des plus dynamiques au monde, facilitant un échange massif de soie et d'argent entre l'Empire chinois et l'archipel sous domination espagnole. La richesse générée par ce commerce a stimulé l'artisanat et la culture, attirant une vague d'immigrants d'autres régions de Chine. Cependant, ces cycles ont brutalement pris fin lorsque le commerce maritime s'est interrompu, entraînant des famines dues à l'absence d'importations alimentaires et provoquant une émigration massive du Fujian vers diverses régions d'Asie du Sud-Est.
Après les guerres de l'opium, Fuzhou et Xiamen ont été désignés comme ports ouverts, ce qui a attiré des missionnaires et dynamisé l'économie locale. Pendant la révolte des Taiping, Fuzhou est devenu un port clé pour le commerce du thé, les routes via Guangzhou ou Shanghai étant bloquées par les conflits. À partir de 1860, les premières industries modernes ont vu le jour, avec la création du chantier naval de Mawei et de plusieurs usines textiles, dont 70 % étaient situées à Fuzhou. Entre 1917 et 1919, Fuzhou abritait même une usine d'avions.
Entre la chute de la dynastie Qing et la fin de la guerre civile chinoise, l'économie du Fujian a connu de fortes fluctuations, reflétant l'instabilité politique de l'époque.
Depuis la fondation de la République populaire de Chine, l'histoire économique du Fujian se divise en deux phases distinctes : une période de stagnation de 1949 à 1978 et une période de croissance dynamique à partir de 1978 jusqu'à aujourd'hui.

#### Stagnation (1949-1978)
En raison de la tension constante avec Taïwan, le gouvernement chinois a évité d'implanter des industries stratégiques le long de la côte du Fujian, craignant des attaques potentielles. La politique du Troisième Front, une initiative d'industrialisation qui privilégiait l'intérieur de la Chine, a également laissé le Fujian largement à l'écart. Bien que la province ait mené sa propre version limitée de cette politique, en développant des industries lourdes autour de Sanming et Yong'an, ces entreprises étaient autonomes et n'ont guère contribué à l'économie régionale. De plus, la politique d'autarcie, qui imposait des restrictions sur les échanges commerciaux, a sévèrement touché l'économie du Fujian, historiquement dépendante du commerce pour l'importation de denrées alimentaires, en restreignant les exportations et en privilégiant la satisfaction des besoins internes.
En conséquence, en 1978, le Fujian était la province côtière la plus pauvre de Chine, avec un PIB par habitant représentant seulement 72 % de la moyenne nationale. Cependant, comparativement au reste du pays, la province conservait un tissu économique privé plus développé.

#### Croissance dynamique (après 1978)
L'ouverture économique entamée en 1978 a déclenché une période de forte croissance au Fujian, qui s'est accélérée après 1987, lorsque Taïwan a adouci sa politique vis-à-vis de la République populaire de Chine. Entre 1979 et 1997, le PIB par habitant de la province a enregistré une croissance annuelle moyenne de 12,2 %, comparativement à seulement 3,2 % avant 1979.
Plusieurs facteurs expliquent l'expansion économique du Fujian. D'abord, la province a misé sur l'industrialisation axée sur l'exportation, favorisant ainsi le développement d'entreprises tournées vers les marchés internationaux, ce qui a stimulé la croissance. Ensuite, bien que des progrès restent à faire, les investissements significatifs dans les infrastructures ont contribué à améliorer les conditions dans la région. De plus, un afflux d'investissements étrangers, notamment de la part des Chinois d'outre-mer originaires du Fujian et de Taïwan, a joué un rôle crucial en injectant des capitaux dans la région et en accélérant la réintroduction des structures de marché. Par ailleurs, le Fujian a rapidement transitionné de l'agriculture à l'industrie, augmentant ainsi sa compétitivité. Enfin, la création de zones économiques spéciales et de villes ouvertes, accompagnée de mesures économiques innovantes, a permis à la province de se développer plus rapidement que d'autres régions de Chine.

### Agriculture
L'agriculture représente environ 15 % du PIB du Fujian, bien qu'elle ait contribué au double de ce chiffre en 1985. Ce secteur emploie encore près de la moitié de la population, malgré des défis significatifs liés à la topographie accidentée de la région, qui limite la superficie agricole disponible par habitant. Les trois quarts des terres arables sont destinés à la culture de denrées alimentaires essentielles, comme le riz, le blé et la patate douce. Le Fujian se distingue également comme le plus grand producteur de thé en Chine, notamment de la précieuse variété Wuyi-Shan, reconnue mondialement pour sa qualité. D'autres cultures importantes incluent la canne à sucre, le tabac, les légumes, les champignons comestibles, ainsi que divers fruits tels que les agrumes, les bananes et les litchis.
La province est également un acteur majeur de la sylviculture en Chine, produisant une part importante du bois et du papier du pays. Elle abrite environ 20 % des forêts de bambou du territoire national, soulignant son rôle clé dans ce secteur.
Malgré cette diversité agricole, le Fujian ne parvient pas à subvenir à ses besoins alimentaires et doit importer environ 2 millions de tonnes de céréales chaque année d'autres provinces. Le secteur agricole est confronté à plusieurs défis majeurs, notamment la perte de terres agricoles. Une partie significative des terres a été rendue inutilisable par la pollution industrielle, et l'érosion a fait des ravages, surtout dans les zones défrichées pendant le Grand Bond en avant et la Révolution culturelle, lorsque des forêts ont été converties en terres agricoles non adaptées à la culture.
Les investissements dans l'amélioration de la productivité agricole restent faibles, en grande partie à cause des structures de propriété foncière et de l'insécurité juridique. Le faible niveau d'éducation parmi les agriculteurs aggrave ces problèmes, et on estime qu'entre 1,5 et 3 millions de travailleurs agricoles sont en surplus, ce qui freine l'efficacité du secteur.
En revanche, la pêche joue un rôle crucial dans l'économie côtière du Fujian, avec une activité intense le long du littoral. L'aquaculture est également très développée dans les eaux intérieures, contribuant de manière significative à l'approvisionnement alimentaire de la province.

### Exploitation minière et énergie
Le Fujian dispose de réserves minérales variées, notamment du charbon, du cuivre, du plomb, du manganèse et de la barytine. Cependant, l'extraction de ces ressources est entravée par l'accès difficile aux gisements, souvent situés dans des zones montagneuses isolées. Par ailleurs, les rivières rapides et abondantes de la province offrent un potentiel considérable pour la production hydroélectrique.
La province accueille deux centrales nucléaires majeures. La centrale de Ningde, située dans le nord-est du Fujian, est équipée de quatre réacteurs nucléaires. La centrale de Fuqing, située sur la côte de la baie de Xinghua, comprendra à terme six réacteurs à eau pressurisée CPR-1000, chacun avec une capacité de 1 000 MW une fois achevée,,.
Le Fujian exploite des gisements de terres rares en proche sous-sol.

### Industrie
L'industrie du Fujian a connu une transformation significative ces dernières années, passant de l'industrie lourde à l'industrie légère. Tandis que certaines zones rurales restent dominées par l'industrie lourde, la région côtière s'est spécialisée dans des industries légères axées sur la production de biens à forte intensité de main-d'œuvre destinés à l'exportation. En 1997, les petites entreprises représentaient environ trois quarts de la production industrielle de la province. La part des entreprises d'État dans l'industrie a fortement diminué, passant de 74 % en 1978 à seulement 11 % aujourd'hui.
La province possède à Xiamen (minnan : Amoy) l'une des quatre zones économiques spéciales (ZES) instaurées dans les années 1980 par le gouvernement national, sous l'impulsion des réformes économiques de Deng Xiaoping.
Fuzhou Rockchip, situé dans la capitale provinciale, est un des plus importants concepteurs de semi-conducteurs au monde.

## Démographie
Avec une densité d'environ 289 habitants par kilomètre carré, le Fujian se classe parmi les provinces moyennement peuplées de la Chine. Toutefois, cette population est inégalement répartie, la majorité des habitants étant concentrée dans les rares plaines disponibles. Sur le plan de la croissance démographique, le Fujian se situe légèrement au-dessus de la moyenne nationale.
Au cours des dix dernières années, le Fujian a connu un essor économique rapide, ce qui en a fait une province à gain net de population. Alors qu'elle était historiquement une région d'émigration jusqu'au début des années 1990, la situation a évolué. Aujourd'hui, le Fujian continue de perdre une partie de sa population au profit de provinces plus riches comme le Guangdong, le Jiangsu, le Zhejiang, ainsi que la ville de Shanghai sous administration directe. Cependant, la province attire un nombre croissant de migrants provenant de régions moins développées, telles que le Sichuan, le Jiangxi, le Guizhou et l'Anhui.
Parmi ces nouveaux arrivants, une proportion significative ne parvient pas ou n'est pas autorisée à transférer officiellement leur résidence (hukou) au Fujian, formant ainsi un groupe de migrants sans hukou représentant environ 6 % de la population totale.
En 2000, le taux d'urbanisation de la province était estimé à 42 %.
| Agglomération | Désignation en chinois | Population de l'agglomération millions (2017) | Rang (Chine) | Superficie | Densité | Commentaire                              |
| ------------- | ---------------------- | --------------------------------------------- | ------------ | ---------- | ------- | ---------------------------------------- |
| Quanzhou      |                        | 6,495                                         | 15           | 2072 km²   | 3100    |                                          |
| Xiamen        |                        | 3,975                                         | 24           | 699 km²    | 5700    |                                          |
| Fuzhou        |                        | 3,94                                          | 25           | 725 km²    | 5400    |                                          |
| Putian        |                        | 2,19                                          | 50           | 777 km²    | 2800    |                                          |
| Zhangzhou     |                        | 1,8                                           | 57           | 440 km²    | 4100    |                                          |
| Fuqing        |                        | 0,97                                          |              | 337 km²    | 2900    | Rattaché à la ville-préfecture de Fuzhou |
| Longyan       |                        | 0,545                                         |              | 119 km²    | 4600    |                                          |

Les Chinois d'outre-mer originaires du Fujian, souvent appelés Hokkien, forment le deuxième plus grand groupe d'émigrants chinois après ceux du Guangdong. À Taïwan, ils constituent même la majorité de la population, ce qui explique pourquoi le dialecte taïwanais est souvent perçu comme une variante des dialectes Min, bien que cette classification soit parfois contestée, principalement pour des raisons politiques.
Les Chinois d'outre-mer jouent un rôle crucial dans le développement économique du Fujian, étant responsables d'une part significative des investissements étrangers dans la province. Parmi les figures politiques importantes dont les ancêtres sont originaires du Fujian, on compte Lee Teng-hui à Taïwan, Lee Kuan Yew à Singapour, et Corazon Aquino aux Philippines.

## Culture

### Langues
Le Fujian, en raison de son histoire complexe et de son relief montagneux, est l'une des régions linguistiquement les plus fascinantes au monde. Les dialectes locaux peuvent être si différents qu'ils deviennent incompréhensibles à seulement 10 kilomètres de distance. Ces dialectes appartiennent à la famille min, qui incluent également le taïwanais. Les langues minnan se divisent en plusieurs variétés, notamment le minbei (nordique), le mindong (orientale) et le minnan (méridionale), chacune possédant une identité linguistique et culturelle très forte. Bien que ces dialectes prédominent, le putonghua (mandarin officiel) reste la langue officielle et est couramment utilisé pour la communication entre habitants de différentes régions du Fujian. Les Hakkas ont conservé leur propre langue, tandis que d'autres minorités de la province, comme les She, ont perdu leur langue originelle. Par le passé, un pidgin anglais était utilisé par les commerçants du Fujian, mais cette langue est aujourd'hui éteinte.
Un fait linguistique intéressant est que le mot « thé » provient du dialecte de la région de Xiamen (hokkien). À l'inverse, la plupart des pays ayant initialement importé le thé par voie terrestre ont adopté la prononciation nord-chinoise « cha » pour 茶, ce qui a donné « tschai ». Cela inclut les Russes, les Indiens, les Turcs, les Arabes, ainsi que les Japonais et les Coréens.

### Religion
Au Fujian, la religion est un mélange typique de bouddhisme, de taoïsme et de croyances populaires chinoises. Cette combinaison est enrichie par la présence d'une population musulmane relativement importante, descendante d'environ 100 000 Arabes qui se sont installés à Quanzhou sous la dynastie Yuan.
La religion populaire traditionnelle dans le Fujian intègre des éléments chamaniques, avec un rôle central accordé aux médiums et aux états de transe. Ces pratiques spirituelles et rituelles reflètent la profondeur des croyances locales.
Le bouddhisme a été introduit dans la province durant la dynastie Jin de l'Ouest, à une époque marquée par une grande instabilité politique et des guerres dévastatrices. Cette période troublée a favorisé l'essor du bouddhisme, qui offrait un refuge spirituel. Des monastères ont été établis à travers toute la province, souvent sur des montagnes vénérées. Un exemple notable est la pagode de pierre du mont Tabu, datant du VIe siècle. Vers le XIe siècle, le bouddhisme était en plein essor dans le Fujian, avec environ 1 500 monastères rien qu'à Fuzhou. Parmi les monuments bouddhistes encore debout aujourd'hui, on peut citer les temples Hualin Si et Dayun Si à Fuzhou, le temple Guanghua Si à Putian, ainsi que le temple Kaiyuan à Quanzhou.
En plus des temples bouddhistes, la province abrite de nombreux sanctuaires dédiés aux divinités locales, avec un culte particulièrement fort autour de Mazu, déesse protectrice des marins et des pêcheurs. Le temple le plus important dédié à Mazu se trouve sur l'île de Meizhou. Ce sanctuaire, essentiel au culte de Mazu, a été presque entièrement détruit durant la Révolution culturelle, mais il est en cours de reconstruction, principalement grâce à des fonds provenant de Taïwan.

### Architecture

#### Influence religieuse et étrangère
L'architecture religieuse au Fujian est fortement marquée par l'influence de l'architecture traditionnelle du nord de la Chine, bien que des éléments étrangers soient également présents. Ces influences extérieures ont souvent été introduites par des Chinois revenant de l'étranger, qui intégraient dans leurs constructions des éléments architecturaux de leur seconde patrie. Lorsqu'ils finançaient la construction de temples, ces caractéristiques stylistiques se retrouvaient également dans l'architecture religieuse, enrichissant ainsi le patrimoine culturel de la région.

#### Architecture profane
L'architecture profane du Fujian est particulièrement renommée pour ses Tulou, d'imposants bâtiments communautaires en terre battue et en bois, conçus pour héberger plusieurs familles tout en assurant leur protection. Ces structures impressionnantes, dont plusieurs milliers subsistent encore, témoignent de l'ingéniosité architecturale de la région. En 2008, 46 de ces Tulou ont été inscrits au patrimoine mondial de l'UNESCO, soulignant leur importance historique et culturelle.
Par ailleurs, les édifices construits par les étrangers durant la période coloniale constituent un autre aspect notable de l'architecture du Fujian. Ces bâtiments, principalement situés sur l'île de Gulangyu, reflètent une fusion unique de styles occidentaux et chinois, offrant un aperçu fascinant de l'influence internationale sur la région au cours de cette époque.

### Fragmentation culturelle
Le Fujian présente une fragmentation culturelle intrigante, où des variations notables existent au sein de la population, malgré la prédominance de la culture chinoise Han. Certaines spécificités culturelles ont perduré au fil du temps. Par exemple, les Hakkas, bien qu'ils appartiennent au groupe ethnique Han, ont conservé leur propre langue, tandis que d'autres minorités, telles que les She et les Hui, ont abandonné leurs langues d'origine. Aujourd'hui, bien que les She et les musulmans du Fujian vivent majoritairement selon les traditions confucéennes, certaines coutumes distinctes subsistent. Dans le district de Hui'an, par exemple, les coutumes matrimoniales traditionnelles exigent que la femme ne quitte définitivement la maison de ses parents pour rejoindre celle de son mari qu'après une grossesse. Ce même district préserve également des costumes traditionnels atypiques pour les Han, probablement en raison d'influences anciennes de peuples assimilés par les Han. Les Hakka se distinguent également par leurs formes de peuplement uniques, notamment avec les Tulou (客家土楼, Kèjiā tǔlóu), des structures rondes emblématiques.
La cause de cette fragmentation culturelle reste une énigme pour les chercheurs, et aucune explication satisfaisante n'a encore été trouvée.
En musique, le Nanyin est une forme populaire du Fujian, appréciée pour sa richesse mélodique.
Fuzhou est également réputée pour sa laque sans corps, une technique de laque qui utilise un moule en argile ou en plâtre pour créer des formes, lesquelles sont ensuite retirées. La ville est célèbre pour ses sculptures en pierre de Shoushan, un artisanat local très apprécié.

### Cuisine
Le Fujian est renommé pour sa tradition culinaire distincte, qui se différencie du reste de la Chine. La cuisine du Fujian se caractérise par une utilisation abondante de fruits de mer, des soupes claires et délicatement épicées, ainsi qu'une abstention religieuse de la consommation de bœuf. Ces particularités confèrent à la gastronomie de la région une identité unique et largement appréciée.
La cuisine du Fujian fait partie des huit grandes traditions culinaires chinoises. Elle se caractérise par une fusion de traditions régionales, incluant la cuisine de Fuzhou et la cuisine Minnan. Le plat le plus prestigieux est le Fotiaoqiang (littéralement « Bouddha saute le mur »), une préparation raffinée qui combine des ingrédients variés tels que les ailerons de requin, le concombre de mer, l'ormeau et le vin de Shaoxing.
Le Fujian est également renommé pour ses thés, parmi lesquels figurent l'oolong, le Wuyi Yancha, le Lapsang souchong et le thé au jasmin de Fuzhou. La province est le berceau des techniques de transformation du thé pour trois grandes catégories : l'oolong, le thé blanc et le thé noir. La cérémonie du thé du Fujian, élaborée et raffinée, reflète l'importance culturelle du thé dans la région. Le mot « thé » est dérivé du terme hokkien, tandis qu'en mandarin et en cantonais, il se prononce « chá ».
Le thé Tieguanyin est un thé renommé de la région. Les thés rouges traditionnels sont le thé Bailin (白琳, báilín), le thé Tanyang (坦洋, tǎnyáng) et le thé Zhenghe (政和, zhènghé).

### Patrimoine architectural
- La ville fortifiée de Chongwu (en).
- La ville côtière de Quanzhou (泉州 pinyin : quánzhōu), port des routes de la soie.
- Les Tulous, bâtiments de terre des Hakkas dans le Sud-Ouest, inscrits par l'UNESCO sur la liste du patrimoine mondial.
- Île de Gulangyu à Xiamen (île touristique, ancien lieu de résidence des consulats après le traité de Nankin de 1842)

## Infrastructure

### Transport ferroviaire
Le développement ferroviaire dans le Fujian a débuté dans les années 1950, en réponse aux défis posés par la topographie montagneuse et à la nécessité stratégique de se préparer à une éventuelle menace de Taïwan. Une ligne ferroviaire a été construite reliant le Jiangxi, qui abritait la deuxième ligne de défense, à Xiamen, avec une branche ultérieure vers Fuzhou. En 1998, l'ouverture de la ligne Hengfeng-Nanping a marqué un pas supplémentaire, suivie en 2005 par la ligne Ganzhou-Longyan, qui a également connecté le Fujian au Jiangxi. Jusqu'au début des années 2000, le réseau ferroviaire du Fujian jouait un rôle secondaire dans le transport interne de la province, se concentrant principalement sur le transport longue distance vers d'autres régions.
Ce n’est qu’en 2005 que la construction d'une ligne directe entre les deux principales villes, Fuzhou et Xiamen, a été lancée. Cette ligne, mise en service en 2010, a considérablement réduit le temps de trajet en train entre ces métropoles, le faisant passer de 11 heures à seulement 90 minutes. Cette ligne fait partie d’un réseau de train à grande vitesse qui relie Hangzhou à Shenzhen le long de la côte est de la Chine, et est opérationnelle depuis 2013. Depuis lors, le Fujian est intégré au réseau national de trains à grande vitesse de la République populaire de Chine.
En outre, le Fujian dispose de deux systèmes de métro : le métro de Fuzhou et le métro de Xiamen, qui facilitent le transport urbain au sein des principales villes de la province.

### Transport routier
Le réseau routier du Fujian a été bien développé dès les débuts de la République populaire de Chine et a été maintenu en excellent état pour garantir des mouvements de troupes efficaces en temps de conflit. Depuis le début des réformes économiques en 1978 et l'émergence rapide des entreprises de l'industrie légère basées sur les principes du marché, la demande pour le transport routier a considérablement augmenté. Aujourd'hui, le Fujian est connecté au réseau autoroutier national par des routes principales telles que les autoroutes Pékin-Taipei, Shenyang-Haikou, Fuzhou-Yinchuan, Quanzhou-Nanning et Xiamen-Chengdu. La province est également traversée par de nombreuses routes nationales.
La plupart des projets de construction routière sont financés par des investisseurs privés. Comme dans d'autres régions de Chine, des péages sont appliqués sur de nombreuses autoroutes et ponts pour financer leur entretien et leur développement.

### Transport aérien
Le Fujian dispose de trois aéroports internationaux principaux : l'aéroport internationale de Fuzhou Changle, inauguré en 1997, l'aéroport international de Xiamen-Gaoqi, et l'aéroport international de Quanzhou Jinjiang. En 2018, ces aéroports ont accueilli respectivement 14,4 millions, 26,6 millions et 7,4 millions de passagers. La province compte également plusieurs petits aéroports régionaux, tels que l'aéroport de Wuyishan avec 643 000 passagers, l'aéroport de Sanming avec un peu plus de 200 000 passagers, et l'aéroport de Zhangzhou. Ces derniers, ayant évolué à partir de bases militaires, offrent encore un nombre limité de liaisons. En revanche, les aéroports de Fuzhou et Xiamen bénéficient d'une expansion continue et de modernisations régulières.
Xiamen Airlines, basée au Fujian, est la plus ancienne compagnie aérienne régionale de la République populaire de Chine.

### Transport maritime
Le Fujian possède 3 700 km de voies navigables, mais celles-ci ont une importance limitée en raison de leur faible profondeur, rendant leur utilisation difficile pour les grands navires. De plus, de nombreux cours d'eau sont entravés par des centrales hydroélectriques, ce qui limite le développement de la navigation intérieure.
En revanche, le Fujian dispose de six grands ports maritimes : Xiamen, Fuzhou, Quanzhou, Zhangzhou, Saiqi et Hanjiang, classés selon leur volume de fret. Un nouveau port est en cours de construction dans la baie de Meizhou pour renforcer le développement de la côte sud-est de la province. Malgré cela, le potentiel de la navigation maritime n'est pas encore pleinement exploité, en partie en raison des menaces de conflit armé dans le détroit de Taïwan, de l'inefficacité administrative, et des rivalités entre les villes portuaires qui entravent un développement coordonné.

## Tourisme
En 2000, le Fujian a accueilli 538 015 touristes étrangers, ainsi que 86 520 Chinois d'outre-mer. Le nombre de visiteurs en provenance de Hong Kong et Macao s'est élevé à 615 931. Par ailleurs, le nombre de touristes venus de Taïwan a considérablement augmenté, passant de seulement 59 en 1979 à 470 386 en 2000.
En 2002, la province du Fujian a accueilli 1 848 214 touristes, tant nationaux qu'internationaux. Parmi eux, seulement 9 % ont organisé leur voyage par le biais d'une agence de voyage, tandis que 66 % ont été accompagnés de leurs proches.
Le Fujian regorge de trésors touristiques, avec quatre sites inscrits au patrimoine mondial de l'UNESCO, ce qui en fait l'une des provinces les plus riches en patrimoine culturel de Chine.
La province est riche en attractions culturelles, chacune témoignant de l'histoire et du patrimoine de la région. Les Tulou du Fujian, ces habitations traditionnelles des Hakka situées dans le sud-ouest de la province, sont particulièrement remarquables pour leur architecture circulaire unique. En 2008, 46 de ces bâtiments ont été inscrits au patrimoine mondial de l'UNESCO. L'île de Gulangyu, à Xiamen, est une autre attraction majeure, célèbre pour ses plages pittoresques, ses ruelles sinueuses, et son architecture variée. Ce site, classé de niveau 5A par l'Administration nationale du tourisme de Chine (CNTA), a été inscrit au patrimoine mondial de l'UNESCO en 2017.
Le Temple de Guanghua à Putian, construit à la fin de la dynastie Chen du Sud, se trouve au nord de l'embouchure de la baie de Meizhou. Entouré de végétation luxuriante et de plages s'étendant sur plus de 20 kilomètres, ce temple bouddhiste est un site spirituel d'importance, tout comme le Temple Nanshan à Zhangzhou. Le Temple de Kaiyuan à Quanzhou, le plus grand du Fujian avec ses 78 000 mètres carrés, présente des influences hindoues et bouddhistes, mais c'est la statue du Bouddha Vairocana dans le hall central qui souligne son importance dans le bouddhisme.
À Fuzhou, le Temple de Yongquan, datant de la dynastie Tang, est réputé pour son architecture ancienne et ses paysages paisibles. Un autre site mémorable est le Temple de l'Armée de Chongwu, dédié à vingt-sept soldats de l'Armée populaire de libération tombés en 1949, dont cinq sont morts en protégeant une jeune fille. Ce temple est un lieu de pèlerinage important pour les habitants et les visiteurs.
Enfin, le pèlerinage de Matsu autour des îles Meizhou est un événement culturel et religieux majeur qui attire de nombreux pèlerins chaque année. Ces sites, avec leur richesse culturelle et historique, attirent des visiteurs du monde entier.

### Sites naturels
Le mont Taimu, situé à Fuding, est une destination prisée pour ses panoramas époustouflants sur les montagnes environnantes et la mer. Ce site touristique est renommé pour ses paysages naturels impressionnants, incluant des grottes de granit, des formations rocheuses aux formes inhabituelles, des falaises abruptes, des ruisseaux cristallins et des cascades pittoresques. En plus de sa beauté naturelle, le mont Taimu est riche en patrimoine culturel, avec des temples anciens et des inscriptions historiques gravées dans les falaises.
Le relief Danxia à Taining, inscrit au patrimoine mondial de l'UNESCO en 2010, est un exemple exceptionnel de géomorphologie pétrographique unique en Chine. Composé de formations de grès rouge et de conglomérats datant principalement du Crétacé, ce paysage "pseudo-karstique" se distingue par sa formation géologique particulière, résultant de processus endogènes et exogènes.
Les monts Wuyi, situées dans la préfecture de Nanping, ont été le premier site du Fujian inscrit au patrimoine mondial de l'UNESCO en 1999. Dominées par le mont Huanggang, le sommet le plus élevé de la province, ces montagnes sont connues pour leur beauté naturelle saisissante. Elles attirent de nombreux amateurs de nature et vacanciers en quête de paysages majestueux et de sérénité estivale.

## Enseignement
À la fin de la dynastie Qing, le Fujian se distinguait comme l'un des premiers points d'entrée de la Chine pour l'enseignement occidentale. C'est dans cette province que fut fondée la première école de navigation et de construction navale suivant le modèle occidental. À la suite de l'ouverture des villes côtières de Xiamen et Fuzhou après la Première guerre de l'opium, des missionnaires principalement britanniques et nord-américains y ouvrirent des écoles proposant des matières jusque-là inédites en Chine, telles que la géométrie, les mathématiques, la physique et la mécanique. De plus, le Fujian fut l'une des premières régions du pays à permettre aux filles d'accéder à l'éducation formelle.
Au début de la République de Chine, de nombreux établissements d'enseignement furent créés, souvent grâce au soutien financier des Chinois d'outre-mer. À Jimei, par exemple, Chen Jiageng fonda de nombreuses écoles et institutions d'enseignement supérieur. Cette période vit également des expérimentations en matière d'obligation scolaire dans les villes.
Cependant, en 1949, le taux d'analphabétisme dans la province était encore de 80 %, et l'accès à l'éducation régulière était principalement limité aux grandes villes. Malgré des avancées notables en dehors des périodes du Grand Bond en avant et de la Révolution culturelle, l'objectif de réduire le taux d'analphabétisme à moins de 5 % ne fut atteint qu'au cours des années 1990.
Le système éducatif du Fujian a continué à faire face à divers défis, dont l'état dégradé des infrastructures scolaires. En 1990, environ 50 % des écoles étaient logées dans des bâtiments inadaptés, dont beaucoup étaient en très mauvais état. Les investissements massifs dans le système éducatif, particulièrement de la part des Chinois d'outre-mer, ont été significatifs, avec environ 4,7 milliards de yuans (environ 600 millions de dollars américains) investis entre 1991 et 1995. Toutefois, la qualité de la formation des enseignants demeure problématique, et au niveau secondaire, des élèves doivent parfois redoubler en raison du manque de personnel enseignant qualifié.
Toutefois le Fujian se distingue comme l'une des provinces les plus avancées de Chine dans le domaine de l'enseignement et de la recherche. En 2023, deux de ses grandes villes, Xiamen et Fuzhou, ont été reconnues parmi les 45 premières villes au monde pour leur production en recherche scientifique, selon le Nature Index. Xiamen se classe au 38e rang, tandis que Fuzhou occupe la 45e place, attestant ainsi de l'importance croissante de la province dans le paysage mondial de la recherche scientifique.

### Collèges et universités

#### Nationales
- Université de Xiamen (fondée en 1921, également connue sous le nom d'Université d'Amoy, projets "985" et "211") (Xiamen)
- Université Huaqiao (Quanzhou et Xiamen)

#### Provinciales
- Université de Fuzhou (fondée en 1958, l'une des universités clés du projet "211") (Fuzhou)
- Université d'Agriculture et de Foresterie du Fujian (Fuzhou)
- Université de Médecine Traditionnelle Chinoise du Fujian (Fuzhou)
- Université Médicale du Fujian (Fuzhou)
- Université Normale du Fujian (Fuzhou)
- Université de Technologie du Fujian (Fuzhou)
- Université de Xiamen (Xiamen)
- Université Jimei (Xiamen)
- Université de Technologie de Xiamen (Xiamen)
- Université de Longyan (Longyan)
- Université Normale de Minnan (Zhangzhou)
- Université de Minjiang (Fuzhou)
- Université de Putian (Putian)
- Collège Normal de Quanzhou (Quanzhou)
- Université de Sanming (Sanming)
- Université de Wuyi (Wuyishan)

#### Privées
- Université Yang-En (Quanzhou)

## Personnalités notables
- Zhu Xi (1130–1200) : Philosophe néoconfucianiste, Zhu Xi est l'un des penseurs les plus influents de l'histoire chinoise. Il a enseigné pendant la dynastie Song et a joué un rôle crucial dans la codification des classiques confucéens connus sous le nom des Quatre Livres.
- Lin Zexu (1785–1850) : Fonctionnaire de la dynastie Qing, connu pour sa lutte contre le commerce de l'opium en Chine.
- Yan Fu (1853–1921) : Traducteur et érudit, célèbre pour avoir introduit des idées occidentales en Chine à travers ses traductions.
- Tan Kah Kee (1874–1961) : Philanthrope et homme d'affaires, il a contribué de manière significative à l'éducation et au développement économique en Chine et à l'étranger.
- Lin Yutang (1895–1976) : Écrivain et inventeur, connu pour ses œuvres littéraires qui ont introduit la culture chinoise au public occidental.
- Lanying Lin (1918-4,2003) : ingénieure électricienne chinoise.
- Go Seigen (1914–2014) : Joueur professionnel de go, considéré comme l'un des plus grands joueurs de l'histoire du jeu.
- Chen Xinhua (né en 1960) : Joueur de tennis de table, ancien champion du monde.
- Zhang Jingchu (née en 1980) : Actrice, connue pour ses rôles dans des films chinois et internationaux.
- Lin Dan (né en 1983) : Joueur de badminton, double champion olympique et quintuple champion du monde.
- Zhang Hao (né en 2000) : Membre du groupe de kpop Zerobaseone.
- Qiu Qiyuan (née en 2007) : Gymnaste artistique, reconnue pour ses performances prometteuses à un jeune âge.